# Szermierka na Letnich Igrzyskach Olimpijskich 1900
Szermierka na II Letnich Igrzyskach Olimpijskich w Paryżu była rozgrywana od 14 maja do 27 lipca 1900 r. Zawody rozgrywano na dwóch arenach: Ogrodach Tuileries i Polu Marsowym.

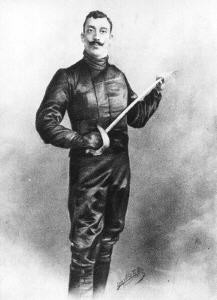
Italo Santeli - Srebrny medalista w Szabli

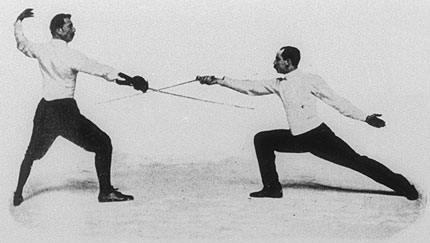
Italo Santelli w jednym ze swoich pojedynków

## Klasyfikacja medalowa
| Lp. | Państwo | złoto | srebro | brąz | Razem |
| --- | ------- | ----- | ------ | ---- | ----- |
| 1   | Francja | 5     | 5      | 5    | 15    |
| 2   | Kuba    | 1     | 1      | 0    | 2     |
| 2   | Włochy  | 1     | 1      | 0    | 2     |
| 4   | Austria | 0     | 0      | 2    | 2     |

## Medaliści

### Mężczyźni
| Złoto                       | Srebro               | Brąz                   |
| floret amatorzy             |                      |                        |
| Émile Coste                 | Henri Masson         | Marcel Boulenger       |
| floret zawodowcy            |                      |                        |
| Lucien Mérignac             | Alphonse Kirchhoffer | Jean-Baptiste Mimiague |
| szpada amatorzy             |                      |                        |
| Ramón Fonst                 | Louis Perrée         | Léon Sée               |
| szpada zawodowcy            |                      |                        |
| Albert Ayat                 | Gilbert Bougnol      | Henri Laurent          |
| szpada amatorzy i zawodowcy |                      |                        |
| Albert Ayat                 | Ramón Fonst          | Léon Sée               |
| szabla amatorzy             |                      |                        |
| Georges de la Falaise       | Léon Thiébaut        | Siegfried Flesch       |
| szabla zawodowcy            |                      |                        |
| Antonio Conte               | Italo Santelli       | Milan Neralić          |

## Uczestnicy
Udział wzięło 276 szermierzy z 19 krajów.
- Argentyna (1)
- Cesarstwo Austrii (9)
- Belgia (5)
- Kuba (1)
- Dania (1)
- Francja (223)
- Cesarstwo Niemieckie (2)
- Wielka Brytania (1)
- Haiti (2)
- Węgry (7)
- Irlandia (1)
- Włochy (12)
- Holandia (1)
- Peru (1)
- Imperium Rosyjskie (3)
- Hiszpania (1)
- Szwecja (1)
- Szwajcaria (3)
- Kuba (2)